# 李盛斌
李盛斌（1909年—1990年），京劇演員，工生行，出身北京富連成科班盛字科。
善演《武松打虎》、《齊天大聖》、《伐子都》、《界牌關》等武戲，在福建省京劇團（現在的福建京劇院）工作多年，曾任副團長，培養不少學生，錢浩樑跟他學《伐子都》1劇，福建省人民政府為表彰他的貢獻，在2009年舉行《福建京劇院建院60週年暨李盛斌先生誕辰100週年》展演，中央電視台向全中國做了轉播。